# Ernst Berger
Pour les articles homonymes, voir Berger (homonymie).
Ernst Berger (né le 26 février 1928 à Bâle et mort dans cette même ville le 24 mars 2006) est un archéologue et directeur de musée suisse.

## Biographie
Ernst Berger était le fils de l'homme politique démocrate chrétien Fritz Berger. Il fit ses études à l'Université de Bâle à partir de 1948 puis à l'Université Louis-et-Maximilien de Munich à partir de 1951. Il fit son doctorat sous la direction d'Ernst Buschor : il travailla sur le fronton est du Parthénon. Grâce à une bourse de l'Institut archéologique allemand, il voyagea en Italie, Libye, Égypte et Turquie. Il séjourna ensuite à l'Institut suisse de Rome.
Il travailla pour la collection d'antiquités de Cassel avant d'être nommé en octobre 1961 conservateur du musée des antiquités de sa ville natale. Il travailla aussi à la constitution d'une collection complète de moulages des sculptures du Parthénon pour la Skulpturhalle de Bâle, la transformant en lieu central de la recherche sur ce bâtiment antique.

## Œuvres
- Parthenon-Ostgiebel. Vorbemerkungen zu einer Rekonstruktion. Bouvier, Bonn 1959
- Das Basler Arztrelief. Studien zum griechischen Grab- und Votivrelief um 500 v. Chr. und zur vorhippokratischen Medizin. Philip von Zabern, Mainz 1970
- Parthenon-Kongress Basel. Referate und Berichte 4. bis 8. April 1982. (dir.) Philip von Zabern, Mainz 1984
- Der Parthenon in Basel: 1. Dokumentation zu den Metopen. Philip von Zabern, Mainz 1986
- Der Parthenon in Basel: Dokumentation zum Fries. Philip von Zabern, Mainz 1996
- Antike Kunstwerke aus der Sammlung Ludwig. (dir.) 3 tomes. Philip von Zabern, Mainz 1979–1990
- Der Entwurf des Künstlers. Bildhauerkanon in der Antike und Neuzeit. (dir.) Ausstellungskatalog Antikenmuseum Basel und Sammlung Ludwig. Antikenmuseum Basel und Sammlung Ludwig, Bâle 1992